# Saguiaran
Saguiaran est une localité de la province de Lanao du Sud, aux Philippines. En 2015, elle compte 24 619 habitants.